# Angola Avante
Angola Avante! är Angolas nationalsång sedan självständigheten 1975. Den är skriven av Manuel Rui Alves Monteiro och tonsatt av Rui Alberto Vieira Dias Mingas.
Refrängen lyder:
Angola, avante!

Revolução, pelo Poder Popular!

Pátria Unida, Liberdade,

Um só povo, uma só Nação!